# Aspidosperma megalocarpon
Aspidosperma megalocarpon är en oleanderväxtart. Aspidosperma megalocarpon ingår i släktet Aspidosperma och familjen oleanderväxter.

## Underarter
Arten delas in i följande underarter:
- A. m. curranii
- A. m. megalocarpon